# 藤田結子
藤田 結子（ふじた ゆいこ、1971年 - ）は、日本の社会学者。東京大学大学院情報学環・学際情報学府准教授。

## 略歴
東京都出身。
慶應義塾大学文学部卒業。コロンビア大学社会学科修士課程修了、ロンドン大学博士課程修了（Ph.D.）2011年明治大学商学部専任准教授、2016年同専任教授を経て2023年より現職。

## 著書

### 単著
- 『文化移民 越境する日本の若者とメディア』（新曜社, 2008年）
- Cultural Migrants from Japan: Youth, Media, and Migration (Lexington Books, USA, 2009年）
- 『ワンオペ育児』（毎日新聞出版, 2017年、台湾語版・韓国語版, 2018年）

### 共著
- （額賀美紗子）『働く母親と階層化』（勁草書房，2022年）

### 共編著
- （北村文）『現代エスノグラフィー』（新曜社, 2013年）
- （成実弘至, 辻泉）『ファッションで社会学する』（有斐閣, 2017年）

### 分担執筆
- （渡辺秀樹, 竹ノ下弘久）『越境する家族社会学』（学文社, 2014年）
- （伊藤守, 毛利嘉孝）『アフター・テレビジョン・スタディーズ』（せりか書房, 2014年）
- （額賀美紗子）「育児と仕事のエスノグラフィー」『究』（ミネルヴァ書房，2016年6月-2018年5月）